# Sciara abbreviata
Sciara abbreviata är en tvåvingeart som först beskrevs av Walker 1848.  Sciara abbreviata ingår i släktet Sciara och familjen sorgmyggor. Inga underarter finns listade i Catalogue of Life.